# 徐昭隆
徐昭隆（1917年5月—2017年10月19日），浙江省慈溪县（今宁波）人，出生于上海，中国国际信托投资公司前副董事长兼总经理。

## 生平
1938年，毕业于上海交通大学化学系。曾担任上海庆成颜料公司经理和上海归侨实业公司经理。1952年后，先后担任中国染料工业公司总经理，上海市染料工业公司副经理，上海市染料油漆工业公司副经理，上海市有机化学工业公司副经理，中国国际信托投资公司业务部经理和副总经理，中国国际信托投资公司副董事长兼总经理。2017年10月19日在上海市逝世，享年100岁。
徐昭隆是全国工商联第5、6届常务委员，并是第六届全国政协委员和第七届全国政协常务委员。